# عصام الدين عاشور
عصام الدين عبد الحميد معوض عاشور دبلوماسي مصري شغل منصب رئيس مكتب تمثيل جمهورية مصر العربية لدى دولة فلسطين منذ عام 2018، وحتى انتهاء أعماله في 7 نوفمبر 2020.

## أوسمة
- في 7 نوفمبر 2020، قلده رئيس الوزراء الفلسطيني نيابةً عن الرئيس الفلسطيني وسام نجمة القدس.[3]